# Il silenzio è d'oro
Il silenzio è d'oro (Le Silence est d'or) è un film del 1947 diretto da René Clair.
Il film vinse il Pardo d'Oro al Festival di Locarno.

## Trama
Parigi. 1906. 
Un regista cinematografico dell'epoca del muto, Émile Clément, nonostante l'età non più giovane, corteggia volentieri le donne, che sa sedurre grazie a un fascino frivolo coltivato nel corso degli anni. Vorrebbe insegnare le arti della seduzione anche a Jacques, il suo timido assistente, per cui nutre un affetto quasi paterno. Durante un'assenza di quest'ultimo, Émile deve ospitare Madeleine, una ragazza con la madre della quale aveva avuto in passato una relazione. Dapprima Émile è infastidito dalla coabitazione con la ragazza, ma piano piano quest'ultima  con la sua ingenuità e spontaneità suscita in lui un sentimento protettivo. Per proteggerla e tenerla lontana dai seduttori la invita a lavorare come attrice con lui e piano piano se ne innamora fino al punto di proporle di sposarlo. Nel frattempo Jacques ritorna e incontra la ragazza che non conosceva. Il ragazzo mettendo in pratica gli insegnamenti di Émile corteggia Madelaine che accetta le sue attenzioni. Quando Jacques viene a sapere dei sentimenti di Émile verso la ragazza vorrebbe ritirarsi con grande dolore di quest'ultima. È invece l'anziano  a rinunciare ai suoi propositi matrimoniali. Durante le riprese di una scena d'amore durante la quale Jacques e Madelaine lasciano trasparire i loro sentimenti, Émile si rende conto della sua stupidità senile e dopo aver benedetto i due innamorati ritorna alle sue abitudini e alla sua vita.

## Produzione
L'invito di girare il film viene fatto a René Clair dalla Pathé, a cui si associa la RKO per la versione americana.

### Regia, sceneggiatura, dialoghi
Ideazione, sceneggiatura e regia sono frutto del lavoro esclusivo di René Clair.

### Cast
Maurice Chevalier interpreta il regista del muto, alter ego dell'autore.
Guillemette Odicino scrive su Télérama, presentando il film programmato alla televisione:
(Guillemette Odicino)

### Scenografia
La rievocazione di Parigi d'inizio secolo  è dello scenografo Léon Barsacq e i costumi sono di Christian Dior.
(Giovanna Grignaffini, René Clair, p. 109.)

## Accoglienza
Il film non riscuote i consensi della stampa del settore ma ottiene un grande successo di pubblico.

## Critica
Fernaldo di Giammatteo:
(Fernaldo di Giammatteo, Storia del cinema, p. 273.)
Gianni Rondolino:
(Gianni Rondolino, Manuale di storia del cinema, p. 186.)

## Riconoscimenti
- 1947 - Festival del cinema di Locarno
  - Miglior film